# Nicolas Daneau
Nicolas Adolphe Gustave Daneau (Binche, 17 juni 1866 – Ukkel, 12 juli 1944) was een Belgisch componist.
Hij was zoon van Gustave Désiré Daneau en Marie Joseph Libert. Hij huwde Laure Joséphine Beatrix Delzenne. Hij was lid van Doorniks vrijmetselaarsloge. Dochter Suzanne Daneau (1901-1971) werd eveneens musicus, componist.
Hij kreeg zijn muziekopleiding aan de conservatoria van Charleroi en Gent. Hij kreeg er les van Adolphe Samuel. In 1893 nam hij deel aan het concours van de Prijs van Rome en kreeg een eervolle vermelding (3e prijs). Hij werd directeur van gelijksoortige instituten te Doornik (vanaf 1896) en Bergen (vanaf 1919). In 1931 ging hij met pensioen en vertrok naar Brussel. Tijdens zijn verblijf in Doornik en Bergen organiseerde hij muziekconcoursen.
Van zijn hand verscheen een aantal werken: de (opera's Linario uit 1906, Myrtis uit 1908, Le sphynx, La brute, een symfonisch gedicht Adima et Hévah, Villes d’Italie, Aries, Mardi-Gras, Petite suite, liederen (Bonsoir en Elle est si belle et si jolie), cantates (Sanctus, Callirhoe, Cantate à la memorie des français morts en 1882) en kamermuziek (Suite voor viool en piano, strijkkwartet en pianokwintet). Zijn Caprice (voor hobo, klarinet en piano), Piasaxo (voor altsaxofoon en piano) en Morceau de concours (trompet piano) zijn nog steeds in druk.. Ook schreef hij een drietal educatieve boeken.
- Bibliothèque nationale de France: cb14829806z (data)
- International Standard Name Identifier: 0000 0003 9769 5971
- Library of Congress Control Number: no2004108490
- Nederlandse Thesaurus van Auteursnamen: 168638215
- Istituto Centrale per il Catalogo Unico: MUSV020086
- Système universitaire de documentation: 174357192
- Virtual International Authority File: 47188413
- WorldCat: E39PBJkD7CH4xXvvhxyHjgyDbd